# Athanasius Schneider
Athanasius (Atanáš) Schneider (* 7. dubna 1961) je kazašský římskokatolický duchovní německé národnosti, nyní zastává úřad pomocného biskupa v Astaně v Kazachstánu a titulárního biskupa celerinského. Je členem Řádu řeholních kanovníků svatého Kříže. Česky vyšly jeho knihy Dominus est a Corpus Christi - Svaté přijímání a obnova církve. Biskup Schneider je jednou z vůdčích osobností tradičního katolictví. Na Slovensku mu vyšla kniha Katolícka Omša, v nakladatelství Christianitas https://www.christianashop.sk/katolickaomsa/, která byla prezentována samotným autorem v srpnu 2023 ve Vídni, protože slovenští biskupové (KBS) "zabránili" její prezentaci na Slovensku v Bratislavě a Trnavě https://christianitas.sk/mimoriadna-sprava-biskup-schneider-nepride-na-slovensko-konferencia-biskupov-slovenska-mu-v-tom-zabranila/. Ve slovenském nakladatelství Christianitas také vyšla jeho publikace - Dominus est a Spolek katolícke mše Trnava, vydal jeho knížku Christus Vincit.   

## Životopis
Dr. Athanasius Schneider (narozen jako Anton Schneider) se narodil ve městě Takmoku v tehdejší Kyrgyzské SSR německým rodičům, kteří tam byli deportováni z Ukrajiny, odkud pocházeli. Roku 1973 rodina emigrovala do staré vlasti – Německa, tam Anton vstoupil do Řádu řeholních kanovníků svatého Kříže, kde přijal řeholní jméno Athanasius (Atanáš). V roce 1990 byl vysvěcen na kněze, roku 1997 získal doktorát z patristiky na římském Augustinianu, od roku 1999 byl profesorem ve Velkém semináři v kazachstánské Karagandě, roku 2006 byl ve vatikánské Svatopetrské bazilice vysvěcen na biskupa a stal se titulárním biskupem celerinským a pomocným biskupem karagandským , v roce 2011 se pak stal pomocným biskupem astanským, předsedou liturgické komise a generálním sekretářem Biskupské konference Kazachstánu.

## Aktivity
Biskup Schneider je považován za jednoho z nejznámějších a nejaktivnějších představitelů tradičního katolicismu. Hojně cestuje po světě, poskytuje rozhovory a přednášky, vysluhuje tradiční liturgii a uděluje svátosti v tradiční liturgické formě. Českou republiku navštívil v letech 2016 a 2018 a při příležitosti obou svých návštěv přednášel, odsloužil pontifikální tradiční liturgii a udělil řadě zájemců v tradiční formě svátost biřmování.

### Volání po novém Syllabu
Biskup Schneider navrhl v prosinci roku 2010 na teologické konferenci v Římě vyhlášení „Nového Syllabu“ (odkazoval přitom na známý Syllabus omylů – Seznam bludů, vydaný Piem IX.), kde by papežskou autoritou byly opraveny omyly v interpretacích dokumentů II. vatikánského koncilu.